# Johannespassie

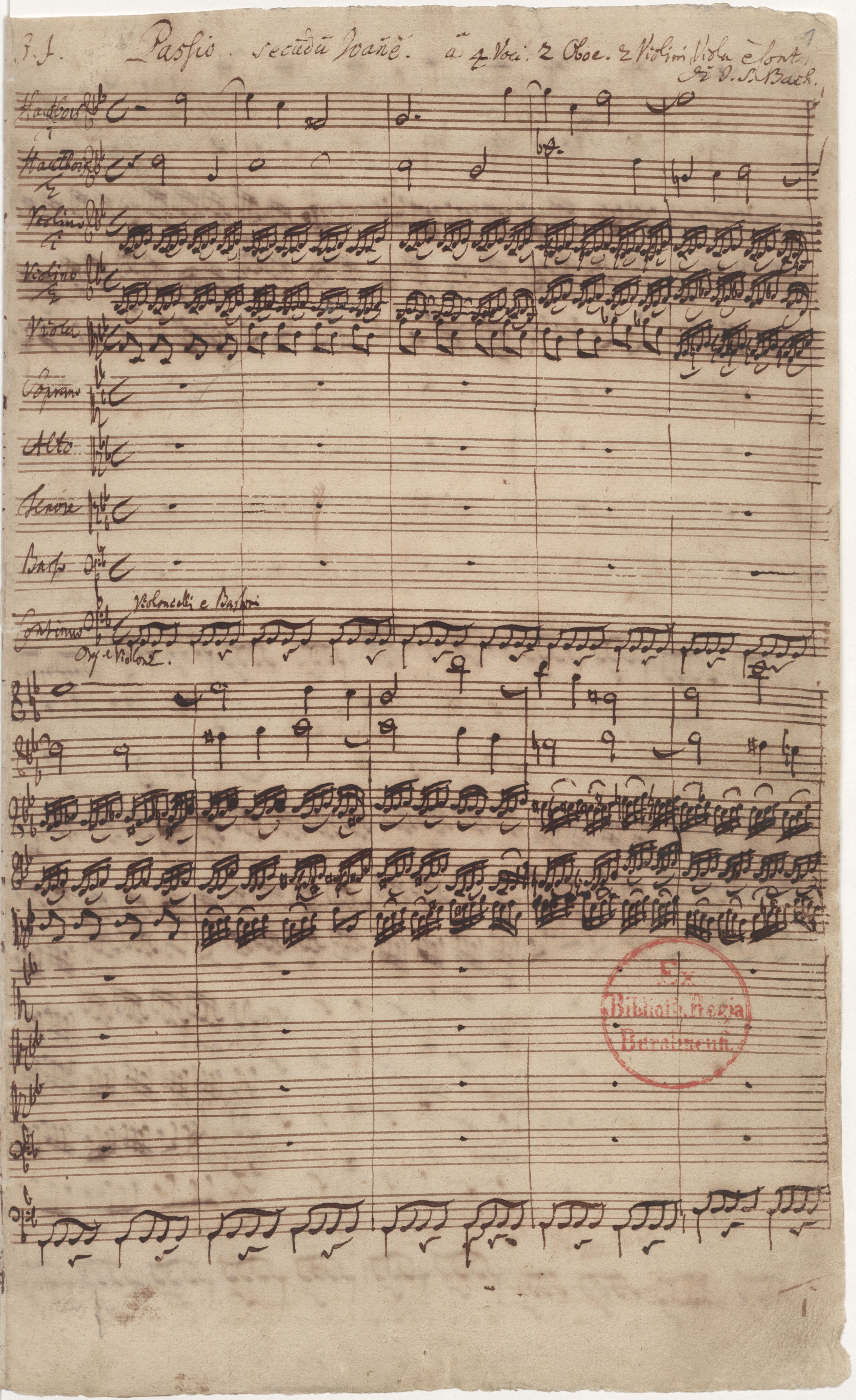
Eerste pagina van de Johannes-Passion van Johann Sebastian Bach

Een Johannespassie is passiemuziek, een oratorium op basis van de Bijbeltekst over de passie (het lijdensverhaal) van Jezus Christus in het Evangelie volgens Johannes, vers 18:1 tot 19:42.

## Versies
Er zijn vele Johannespassies gecomponeerd naar dit evangelie, waarvan de versie van Johann Sebastian Bach, de Johannes-Passion uit 1724 (BWV 245), het bekendst is.
Verder hebben de volgende componisten een Johannespassie geschreven:
- Orlando di Lasso (1580)
- Leonard Lechner (1594)
- William Byrd (1605)
- Heinrich Schütz (1666), zie Johannes-Passion (Schütz)
- Alessandro Scarlatti (ca. 1680)
- Friedrich Nicolaus Bruhns (1706, vroeger aan Reinhard Keiser toegeschreven)
- Georg Philipp Telemann (1725, 1729, 1733, 1737, 1741, 1745, 1749, 1753, 1757, 1761, 1765)[1]
- Georg Gebel (1746)
- Carl Philipp Emanuel Bach (1772, 1776, 1780, 1784, 1788)[2]
- Arvo Pärt (1982)
- Sofia Goebaidoelina (2000)
- James MacMillan (2008)

De vroeger aan Georg Friedrich Händel toegeschreven Johannespassie (Passion nach dem Evang. Johannes) werd later toegeschreven aan Georg Böhm maar tegenwoordig (sinds 1987) aan Christian Ritter.